# Bolivaridia somalicum
Bolivaridia somalicum är en urinsektsart som beskrevs av Yin och Romano Dallai 1985. Bolivaridia somalicum ingår i släktet Bolivaridia och familjen lönntrevfotingar. Inga underarter finns listade.